# Calao du Ruaha
Espèce
Le Calao du Ruaha (Tockus ruahae) est une espèce d'oiseaux de la famille des Bucerotidae.

## Répartition
Cet oiseau vit en Tanzanie.

## Taxinomie
Le calao du Ruaha est décrit pour la première fois par Kemp & Delport en 2002, sous le nom scientifique de Tockus erythrorhynchus ruahae, comme une nouvelle sous-espèce du Calao à bec rouge (Tockus erythrorhynchus). Le Congrès ornithologique international (classification version 2.0, 2009) la reconnaît comme une nouvelle espèce, de même que Clements (6e édition, révisée 2014). Après l'avoir un temps considérée comme une espèce à part entière, Handbook of the Birds of the World la considère désormais comme une sous-espèce du Calao à bec rouge. Pour Howard and Moore Complete Checklist of the Birds of the World (4e édition, 2014), c'est aussi une sous-espèce du Calao à bec rouge.